# Євстахій II

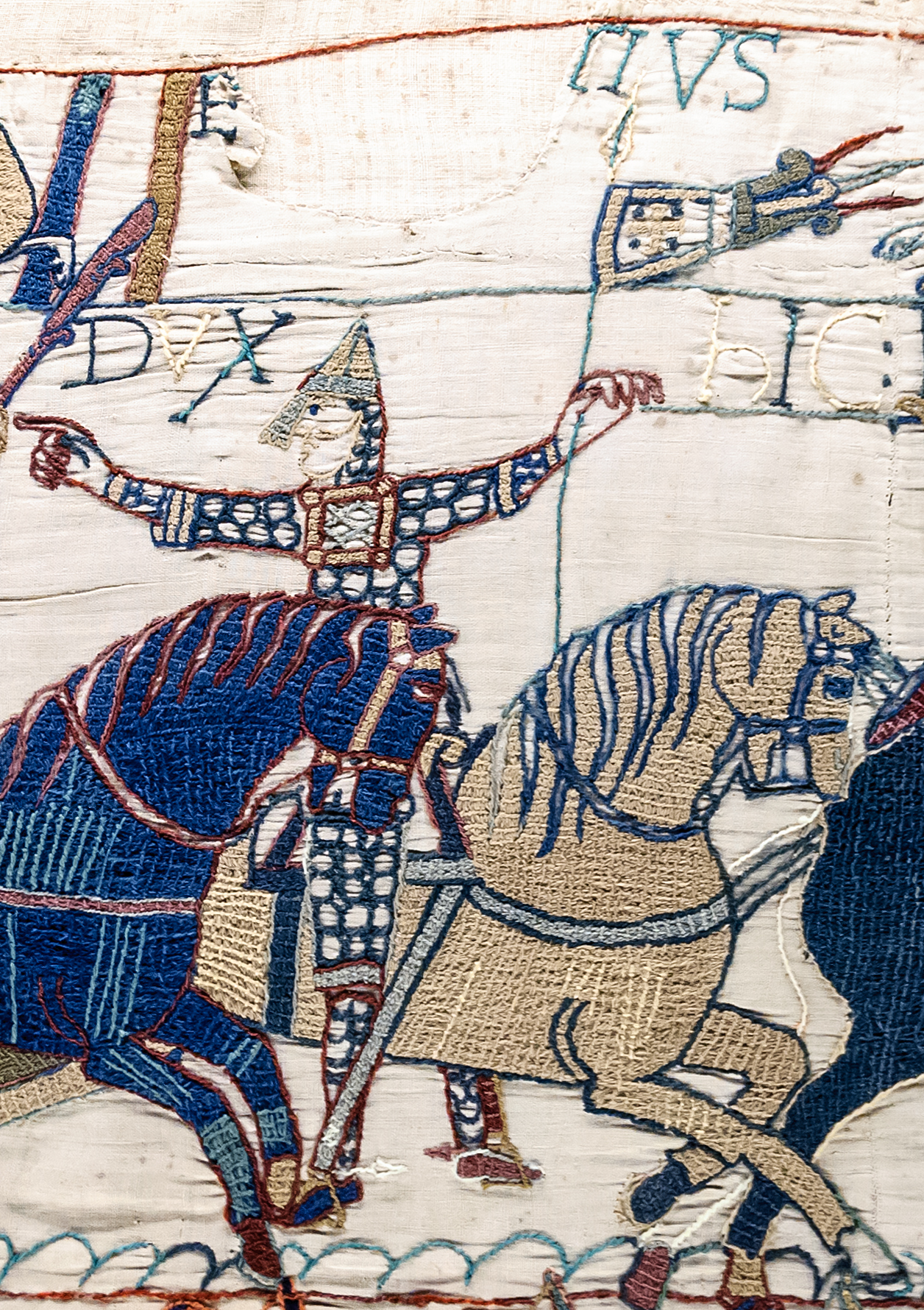
Євстахій II під час вторгнення в Англію. Фрагмент килима з Байо.

Євста́хій II або Есташ II (фр. Eustache II, †1088) — граф Булонський (1047—1088), родич англійського короля Едуарда Сповідника та активний учасник нормандського завоювання Англії. Євстахій також відомий тим, що був батьком двох героїв Першого хрестового походу: Готфріда Бульйонського та єрусалимського короля Балдуїна І. Прізвисько — Довгоборо́дий (лат. Gernobadatus)

## Біографія
Євстахій ІІ був сином Євстахія I, графа Булонського та Матильди, дочки Ламберта I, графа Лувенського. 1047 року (за іншими свідченнямя 1049) Євстахій успадкував князівство свого батька, що охоплювало територію навколо Булоні, біля Па-де-Кале. Хоча Булонське графство у цей період вважалось васалом Фландрії, фактично, незважаючи на незначні розміри, вони було незалежною державою (у середньовічному значені цього слова) та контролювало найзручніші шляхи переправи до Англії.
Політика молодого Євстахія орієнтувалась на союз з Нормандією та Англією. У 1035/1036 роках він одружився з Годгифою, дочкою англосаксонського короля Етельреда ІІ і сестри Едуарда Сповідника. Коли 1042 року Едуард зійшов на престол Англії, Євстахій виявився одним з найближчих родичів англійського монарха й став активно підтримувати його політику з долучення північнофранцузьких лицарів, що проводилась королем у намаганні створити противагу англо-данській аристократії. Саме людей зі свити Євстахія, що знаходився з візитом у короля Едуарда, вбили жителі Дувру у 1051 році, що стало приводом для скинення могутнього англосаксонського ерла Годвіна та реалізації програми створення нової, нормандської, знаті в Англії. Однак, вже 1052 року Годвін відновив свої позиції у країні, а нормандці були вигнані. Все ж, інцидент у Дуврі переріс у затяжне протистояння родини Годвіна і графа Євстахія. Коли 1066 року Гарольда, сина Годвіна, було короновано королем Англії після смерті Едуарда Сповідника, Євстахій підтримав претензії Вільгельма, герцога Нормандії, на англійський престол.
Граф Булонський зі своїми загонами приєднався до армії герцога Вільгельма, що 1066 року переправилась через Ла-Манш і розбила англосаксонські війська Гарольда у битві при Гастінгсі. Незабаром після коронації Вільгельма І Євстахій повернувся до Булоні, мабуть будучи незадоволеним розміром земель, наданих йому за участь у нормандському завоюванні. Оскільки Євстахій ІІ був одружений із сестрою колишнього короля, це давало йому деякі підстави також претендувати на англійський престол. У вересні 1067 року, коли Вільгельм Завойовник відправився до Нормандії, а по всій Британії спалахували повстання англосаксів проти нової влади, Євстахій вирішив спробувати здобути англійську корону. Частина англосаксонської знаті Кенту підтримувала його претензії, що дозволяло графу висадити свою армію на південно-східному узбережжі Англії, де до неї приєднались загони нескорених англосаксів. Та атака Євстахія на Дуврський замок провалилась, а наступ нормандської армії Одо, єпископа Байо, вимусив графа відплисти на батьківщину. Таким чином спроба Євстахія ІІ заволодіти короною Англії завершилась повним провалом. Його англійські володіння були конфісковані Вільгельмом Завойовником.
Пізніше Євстахій зміг помиритись з королем Вільгельмом та повернути собі частину своїх колишніх володінь в Англії. 1071 року він узяв участь у боротьбі за місце графа Фландрії, підтримавши Болдуїна II д'Ено проти Роберта Фриза. Останній був розбитий загонами Євстахія під Монкасселем та взятий у полон. Але скоро Роберт Фриз повернув собі свободу та у свою чергу розбив і полонив Євстахія ІІ у битві при Брокеруа. Євстахій був звільнений, тільки коли його брат Готфрід Булонський, канцлер Франції та єпископ Паризький заплатив великий викуп Роберту Фризу. Він помер у 1088 році (за іншими даними — 1093 року).

## Родина
1 Дружина (з 1036) — Годгіфа (бл. 1002—1057), дочка Етельреда II, короля Англії
2 Дружина (з 1056) — Іда Верденська (1040—1113), дочка Готфріда II, герцога Нижньої Лотарингії
Діти:
- Євстахій III (1056—1125), граф Булоньський
- Готфрід Бульонський (1058—1099), герцог Нижньої Лотарингії, захисник Гробу Господнього
- Балдуїн I (1065—1118), король Єрусалимський